# Charles-Jean-Marie Alquier
Charles-Jean-Marie Alquier, född 13 oktober 1752, död 3 februari 1826, var en fransk diplomat.

## Biografi
Efter att ha varit franskt sändebud i olika europeiska huvudstäder blev Alquier 1810 fransk ambassadör (minister) i Stockholm. Hans uppgift blev här att genomdriva Napoleon I:s önskemål i fråga om kontinentalspärrningen. 13 november 1810 avlämnade Alquier sin herres ultimatum: Krigsförklaring mot England inom fem dagar eller krig med Frankrike. Svenska regeringen måste böja sig för maktspråket, vilket ledde till Sveriges krig mot Storbritannien. Kriget kom emellertid aldrig att bli annat än ett krig på papperet. Två år senare slöts Freden i Örebro utan att ett skott avlossats.
I ohövliga och bryska noter förehöll Alquier den svenska regeringen dess vacklande hållning, allt pinsammare uppträden ägde rum. I november 1811 lämnade han plötsligt sin tjänst under en ledighet, utan att officiellt ta avsked, och stannade som ambassadör i Danmark till Napoleons fall (1814). Eftersom Alquier tidigare som medlem av nationalkonventet röstat för Ludvig XVI:s död, landsförvisades han 1816 som kungamördare av Ludvig XVIII. Han fick dock 1818 återvända till Frankrike.